# Puijila darwini
O Puijila darwini foi um animal carnívoro que tinha os membros adaptados à vida em terra mas também possuía membranas interdigitais para nadar. É considerado o elo perdido entre os mamíferos terrestres e os carnívoros marinhos.
Este mamífero viveu há cerca de 23 milhões de anos, no período do Miocénico.

## Descoberta
O Puijila darwini, baptizado precisamente em honra do pai da teoria da evolução, viveu há cerca de 23 milhões de anos, no período do Miocénico. O primeiro nome significa jovem mamífero aquático em "inuktitut" (a língua dos inuites). A descoberta do mais antigo fóssil de pinípede - espécie que agrupa focas, otárias e morsas - revela o elo perdido entre os mamíferos terrestres e os carnívoros marinhos.
"Um animal exclusivamente terrestre, por ocasionalmente procurar comida em águas pouco profundas, depois em rios ou lagos, poderá finalmente converter-se num animal de tal forma aquático que irá escolher o oceano." Há 150 anos, Charles Darwin colocava na Origem das Espécies a hipótese de transição da água doce para a água salgada em mamíferos semi-aquáticos. Agora, uma equipa de investigadores encontrou a prova.
O esqueleto deste animal que viveu há cerca de 23 milhões de anos foi encontrado na cratera de um meteorito na ilha de Devon, no Árctico canadiano.
O esqueleto deste animal com 110 cm de comprimento foi encontrado, por acaso, na cratera de um meteorito na ilha de Devon, no Árctico canadiano. O primeiro osso foi descoberto por dois membros da equipa, que ficaram sem gasolina no seu veículo todo-o-terreno e estavam à espera que os outros chegassem com o combustível.
"Esta descoberta sugere que os pinípedes passaram por uma fase de água doce na sua evolução. Também nos dá uma amostra de como eram os pinípedes antes de terem barbatanas", disse Natalia Rybczynski, principal autora do estudo publicado na revista Nature.
"O bem preservado esqueleto do Puijila tinha membros pesados, que indicam músculos bem desenvolvidos, e falanges achatadas que sugerem que tinha membranas interdigitais mas não barbatanas", contou Mary Dawson, do Museu de História Natural de Carnegie. "Este animal era adepto de nadar mas também de andar. Para nadar, remava com os quatro membros. O Puijila é a prova evolucionária de que estávamos à procura."
O corpo deste carnívoro parece-se mais com as actuais lontras, mas o crânio assemelha-se mais às focas. Os investigadores acreditam que vem dar uma nova explicação para o facto de as focas terem os olhos grandes - até agora pensava-se que era para mergulhar nas profundezas dos oceanos, mas os cientistas acreditam que podia ser para caçar na escuridão do Inverno árctico. A descoberta também altera a percepção de que as focas são originárias da costa noroeste da América do Norte.